# أمير أيمون (دوق أوستا)
أمير أيمون، دوق أوستا (بالكرواتية: Tomislave II) (و. 1900 – 1948 م) هو مستكشف، من إيطاليا، ولد في تورينو، توفي في بوينس آيرس، عن عمر يناهز 48 عاماً.

## جوائز
حصل على جوائز منها:
- الميدالية الذهبية (1932)
- Civil Order of Savoy [الإنجليزية]‏
- نيشان البشارة المقدسة [الإنجليزية]‏
- فرسان مالطة.

## روابط خارجية
- أمير أيمون، دوق أوستا على موقع مونزينجر (الألمانية)